# Tigran Petrosian

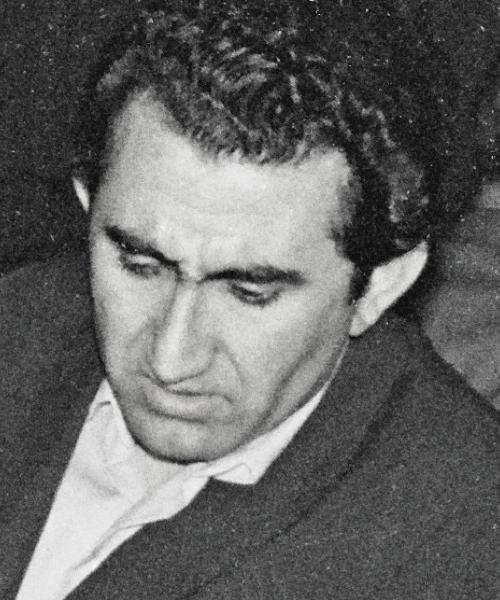
Tigran Petrosian (1961)

Tigran Vartanovitj Petrosian, född 17 juni 1929 i Tbilisi, död 13 augusti 1984 i Moskva, var en sovjetisk schackspelare. Han var den nionde officiella världsmästaren i schack, 1963–1969. Han vann titeln av Michail Botvinnik och förlorade den mot Boris Spasskij.

## Biografi
Petrosian växte upp med armeniska föräldrar i Georgien. Han blev föräldralös under andra världskriget och tvingades försörja sig som gatsopare. År 1946 flyttade han till armeniska Jerevan. Hans schackspelande hade börjat som tidsfördriv redan i unga år, och han blev armenisk mästare första gången vid 17 års ålder. År 1949 flyttade han till Moskva. 1951 vann han moskvamästerskapet, och blev tvåa i det sovjetiska mästerskapet.
År 1963 blev Petrosian världsmästare genom att besegra Botvinnik i en match. Han försvarade sedan titeln 1966 i en match mot Spasskij, innan han förlorade den i en ny match mot densamme. Under 1960-talet studerade han också psykologi på Jerevans statliga universitet.
Petrosian blev känd för ett omsorgsfullt defensivspel som gjorde honom mycket svårslagen. Hans spel byggde på djupa strategiska koncept istället för omedelbara taktiska finesser. Denna spelstil medförde dock att han kunde ha svårt att föra partier till vinst. Ofta tilläts motståndaren angripa, och om denne gjorde detta för halsstarrigt, utnyttjades motståndarens misstag till att vända spelet. Angrep motståndaren inte, slutade partiet ofta snabbt i en lugn remi.
Petrosian dog i cancer 1984. Han är begravd på den armeniska kyrkogården i Moskva.